# Xenophrys lekaguli
Xenophrys lekaguli är en groddjursart som först beskrevs av Stuart, Chuaynkern, Chan-ard och Robert F. Inger 2006.  Xenophrys lekaguli ingår i släktet Xenophrys och familjen Megophryidae. IUCN kategoriserar arten globalt som otillräckligt studerad. Inga underarter finns listade i Catalogue of Life.